# Gönyeli
Gönyeli es una localidad situada en el norte de Chipre, en el sector turco de la capital dividida, Nicosia. Pertenece a la República Turca del Norte de Chipre.

## Datos básicos
Gönyeli es una ciudad colindante con el municipio turco de la ciudad de Nicosia. Debido al reciente auge en la construcción y urbanización, los dos municipios casi se han fusionado. 
El origen del nombre de la ciudad es oscura. Por lo general, se dice que el nombre de Gönyeli deriva de "Konyalı", que es el gentilicio de Konya. Konya es una ciudad situada en Anatolia Central, una de las siete regiones de Turquía. A partir del cual la mayor parte de los habitantes originales de la Gönyeli que se han originado. Sin embargo, se sugiere que el nombre Geunyeli es la corrupción de Niovili, el nombre de un titular feudo o terrateniente que vivía en Chipre durante el periodo medieval.

## Conflicto intercomunal
Desde el período otomano, como hoy, Gönyeli ha sido habitada predominantemente por los turcochipriotas. En el censo otomano de 1831 habitaban 82 personas de esa nacionalidad. Durante el período británico, la población de la colonia aumentó constantemente, pasando de 269 en 1891 a 1377 en 1960.
No hubo desplazados durante la lucha entre comunidades de la década de 1960. Sin embargo, durante este período, el pueblo sirvió como centro de recepción para muchos turcochipriotas desplazados que huían de los pueblos cercanos. En 1971 se registraron 175 desplazados que residían en Geunyeli / Gönyeli. Los desplazados procedían principalmente de pueblos como Agios Vasileios, Skylloura, Lakatameia y de los suburbios de Nicosia. 
Gönyeli era sede de parte del regimiento turco estacionado en la isla en 1960 de conformidad con los tratados de 1959.

## Población actual
Actualmente, Gönyeli está poblada, en gran parte, por sus habitantes turcos originales o descendientes. Además, la ocupan turcochipriotas desplazados entre 1964 a 1974. Este último grupo lo constituyen personas provenientes de toda la isla.
Muchos desplazados que se establecieron en Gönyeli provenían de la zona Morphou / Güzelyurt. Debido a que las negociaciones de reunificación han discutido constantemente la posibilidad de reajuste territorial poniendo a Morphou / Güzelyurt bajo la administración grecochipriota, algunos turcochipriotas se trasladaron gradualmente a Gönyeli y compraron propiedades allí. 
El censo de 1996 muestra que casi el 12% de los turcochipriotas que vivían en Gönyeli tenían lugar de nacimiento en el sur de Chipre.[cita requerida] En los últimos veinte años, muchos venidos de otros lugares en el norte y, en especial, los funcionarios públicos que trabajan en Nicosia, también se han asentado en la ciudad, como resultado de un auge nueva construcción y urbanización. Esto dio lugar a la aparición de un nuevo barrio llamado Yeni Kent (nueva ciudad) en la sección sureste de la antigua Gönyeli, que ahora limita con los barrios de Nicosia. 
La ciudad también acoge a muchos estudiantes y trabajadores extranjeros que estudian en las universidades y trabajan en las industrias de la construcción y la manufactura. 
El último censo turcochipriota de 20011 contó la población de la aldea a 11,671 personas.